# Passage du Pont-Neuf
Passage du Pont-Neuf var en smal täckt gata (passage) i Quartier de la Monnaie i Paris 6:e arrondissement. Passage du Pont-Neuf, som började vid Rue Mazarine 44 och slutade vid Rue de Seine 45, var uppkallad efter Pont Neuf. Passage du Pont-Neuf anlades 1823–1824 och revs 1912 för att ge plats åt Rue Jacques-Callot.
Passage du Pont-Neuf förekommer i Émile Zolas roman Thérèse Raquin från år 1867. Madame Raquins sybehörsaffär är belägen vid Passage du Pont-Neuf.

## Omgivningar
- Saint-Germain-des-Prés
- Boulevard Saint-Germain
- Square Gabriel-Pierné
- Musée national Eugène-Delacroix
- Place de Furstemberg
- Rue de Furstemberg

## Bilder
| - Passage du Pont-Neuf på en karta från år 1886. - Saint-Germain-des-Prés. |